# Železniška proga Savski Marof–Kumrovec
Železniška proga Savski Marof–Kumrovec je regionalna železniška proga na Hrvaškem. Enotirna železnica je dolga 38 kilometrov. Začne se pri postaji Savski Marof, nato teče ob državni progi Savski Marof–Zagreb vse do postaje Sutla, kjer se od nje loči proti severu.
Proga je bila ves čas speljana vzdolž reke Sotle, nakar je ta na nekaterih mestih spremenila tok. Hrvaško-slovensko mejo, ki tod poteka po Sotli, tako proga nekajkrat seka, natanko 26-krat, kar pomeni, da 13-krat vstopi v slovensko ozemlje. Skupno je pot po njem dolga približno 6,73 kilometra.
Danes je večina proge v slabem stanju. Nekatere nekdanje postaje (na primer Kraj Donji, Zelenjak) danes služijo za bivališče.

## Gradnja in ukinitev
Progo (vse do Stranja) je gradila inženirska enota jugoslovanske vojske v sklopu rednih vojaških vaj. Do Kumrovca je bila zgrajena leta 1956, do Stranja pa 1957. Osni pritisk je bil 16 ton. V osemdesetih letih so od Vukovega Sela do Kumrovca postavili betonske pragove, podlaga pa je bila iz sekanca. S tem je bil povečan osni pritisk. V prvi polovici 90. let je potekala obnova od Kumrovca do Vukovega Sela v dolžini 23 kilometrov. Vojna na Hrvaškem je dela prekinila, tako da je ostalo neobnovljenih slabih 8 kilometrov proge. Zaradi dotrajanosti je bila 14. novembra 2000 proga zaprta. Od takrat se prevoz potnikov vrši z avtobusi v organizaciji Hrvaških železnic.

## Obnova
Pobude za obnovo so se pojavile konec leta 2004. V prvi polovici naslednjega leta so sledili sestanki med predstavniki Hrvaških železnic ter lokalne samouprave, na katerih so dosegli dogovor o financiranju. Slednji ni bil izveden do konca, saj je denar pošel, tako da so se dela, ki so se pričela maja 2005 (takrat je bil odstranjen stari tir od Savskega Marofa do Sutle) morala zaključiti. Hrvaške železnice so še naprej urejale projektno dokumentacijo. 
Obnova se ponovno začela s slovesno otvoritvijo del 5. junija 2006. A tudi tokrat so dela 15. septembra prekinili. Na opozorilo brežiške policije so delavci ustavili dela na relaciji Harmica–Vukovo Selo, kjer proga nekajkrat seka državno mejo. Obnova je zajemala zamenjavo pragov in tračnic iz Liške proge. 13. junija 2008 je bil odprt na novo elektrificiran del Harmica–Sutla. Za nadaljevanje obnove proge do Kumrovca mora hrvaška vlada s slovensko rešiti 540 metrov meje na slovenski strani reke v dolžini treh kilometrov od Harmice do Vukovega Sela.
Leta 2018 so se znova začeli pogovori o obnovi in ponovni vzpostavitvi proge.

## Postaje
proga Savski Marof–Zagreb
 Savski Marof
 Laduč
 Sutla
 Harmica (končna postaja proge)
 hrvaško-slovenska meja (228 metrov, Rigonce) 
 slovensko-hrvaška meja
 hrvaško-slovenska meja (284 metrov, Veliki Obrež)
 slovensko-hrvaška meja
 hrvaško-slovenska meja (193 metrov, Veliki Obrež)
 slovensko-hrvaška meja
 hrvaško-slovenska meja (616 metrov, Veliki Obrež, Rakovec)
 Vukovo Selo (stoji v Rakovcu, Slovenija)
 slovensko-hrvaška meja
 hrvaško-slovenska meja (59 metrov, Rakovec)
 slovensko-hrvaška meja
 hrvaško-slovenska meja (489 metrov, Rakovec)
 slovensko-hrvaška meja
 Kraj Donji
 hrvaško-slovenska meja (70 metrov, Jereslavec)
 slovensko-hrvaška meja
 hrvaško-slovenska meja (323 metrov, Jereslavec, Slogonsko)
 slovensko-hrvaška meja
 Rozga
 Prosinec
 Draše
 hrvaško-slovenska meja (149 metrov, Bračna vas)
 slovensko-hrvaška meja
 Gredice
 Klanjec
 Sotla
 hrvaško-slovenska meja (245 metrov, Kunšperk)
 predor Zelenjak
 Sotla
 slovensko-hrvaška meja
 Zelenjak
 Sotla
 hrvaško-slovenska meja (3,71 kilometra, Kunšperk, Polje pri Bistrici)
 slovensko-hrvaška meja
 Sotla
 Kumrovec
 hrvaško-slovenska meja (206 metrov, Ples)
 slovensko-hrvaška meja
 hrvaško-slovenska meja (155 metrov, Sedlarjevo)
 slovensko-hrvaška meja
 Zagorska Sela
 Sotla
 hrvaško-slovenska meja
 Imeno (Mejni prehod Imeno)
 proga Stranje–Imeno

## Galerija
- Konec proge tik za Železniško postajo Harmica (2025)
- Železniška postaja Vukovo Selo v vasi Rakovec (2009)
- Železniška postaja Kraj Donji (2025)
- Železniška postaja Prosinec v vasi Donji Čemehovec (2025)
- Železniška postaja Draše (2025)
- Železniška postaja Klanjec v vasi Mihanovićev Dol (2023)
- Proga v vasi Mihanovićev Dol (2023)
- Meddržavni most čez Sotlo pred Železniškim predorom Zelenjak (2023)
- Železniški predor Zelenjak v vasi Kunšperk (2023)
- Meddržavni most čez Sotlo za Železniškim predorom Zelenjak (2023)
- Železniška postaja Zelenjak v vasi Risvica (2023)
- Železniška postaja Kumrovec v vasi Razvor (2008)